# Tina Theune-Meyer
Tina Theune (Cleves, 4 de novembro de 1953) é uma ex-treinadora de futebol alemã que dirigiu a Seleção Alemã de Futebol Feminino. Após seu casamento, ela ganhou o sobrenome Theune-Meyer, até o seu divórcio, em 2008. Conquistou duas medalhas de bronze: no futebol nas Olimpíadas de 2000 e 2004.